# Notte bianca

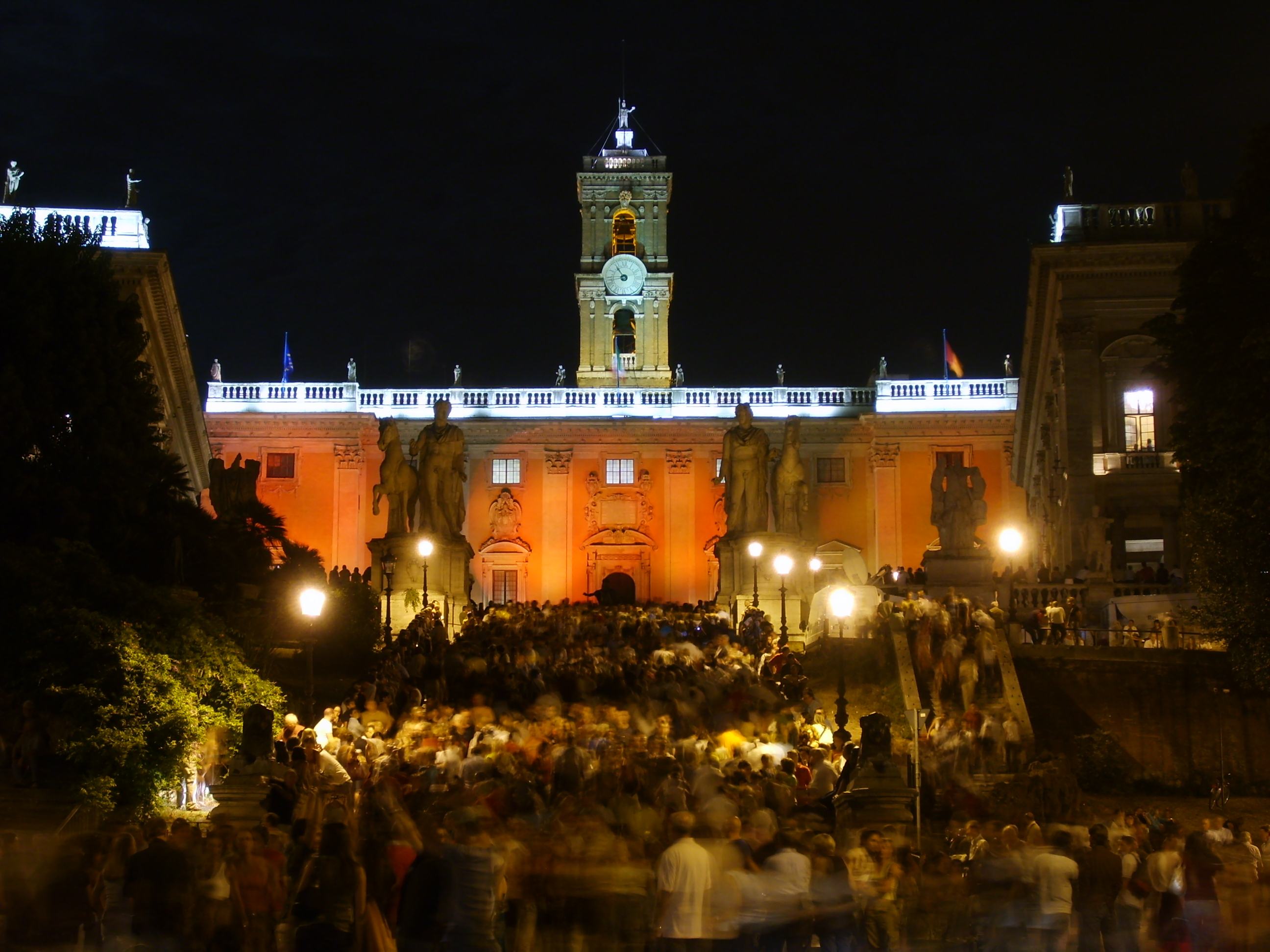
La scalinata del Campidoglio durante la notte bianca del 2006 a Roma

La notte bianca è un'iniziativa generalmente promossa a livello cittadino che consiste nell'organizzazione di vari eventi a carattere culturale o d'intrattenimento, i quali si svolgono nell'arco di una nottata. Spesso, questa iniziativa è accompagnata da un servizio straordinario dei mezzi pubblici, dall'allestimento di spettacoli e dall'apertura prolungata di negozi e musei, fino alle prime luci dell'alba.

## Storia
"La prima iniziativa del genere, denominata 'Notte lunga dei musei', si svolse a Berlino nel 1997, seguita dalla 'Notte bianca' di Parigi del 5 e 6 ottobre 2002, che da allora viene replicata ogni anno nella prima notte fra sabato e domenica di ottobre. La notte bianca parigina è gemellata con quella romana, di un anno più giovane, che si tiene nella seconda metà di settembre.
La principale differenza tra le notti bianche parigine e quelle italiane è che a Parigi queste sono dedicate essenzialmente all'arte contemporanea, con installazioni all'aperto e mostre in luoghi insoliti, mentre quelle italiane sono più simili al concetto berlinese, in cui una serie di eventi culturali ruota intorno all'insolita apertura notturna dei musei."

## In Italia
La prima notte bianca in Italia fu organizzata a Roma tra il 27 e il 28 settembre 2003. Essa rimase nella storia e nel ricordo collettivo poiché coincise con il maggior black out elettrico mai registrato nel Paese: a causa di un danno accidentale a una linea elettrica tra Italia e Svizzera, l'intero territorio nazionale si ritrovò senza elettricità per diverse ore. Nella Capitale, numerose persone partecipanti alla manifestazione rimasero bloccate nelle strade e nella metropolitana. Nel 2004 l'evento raggiunse 1,5 milioni di presenze, coinvolgendo un pubblico di tutte le età; questa grande affluenza è documentata dal film Notte bianca, tutto in una notte, girato da quattro registi italiani. Nel 2006 si registrò il primo intervento di arte contemporanea sull'iconico Tempietto di San Pietro in Montorio, ad opera degli Elastic Group of Artistic Research.

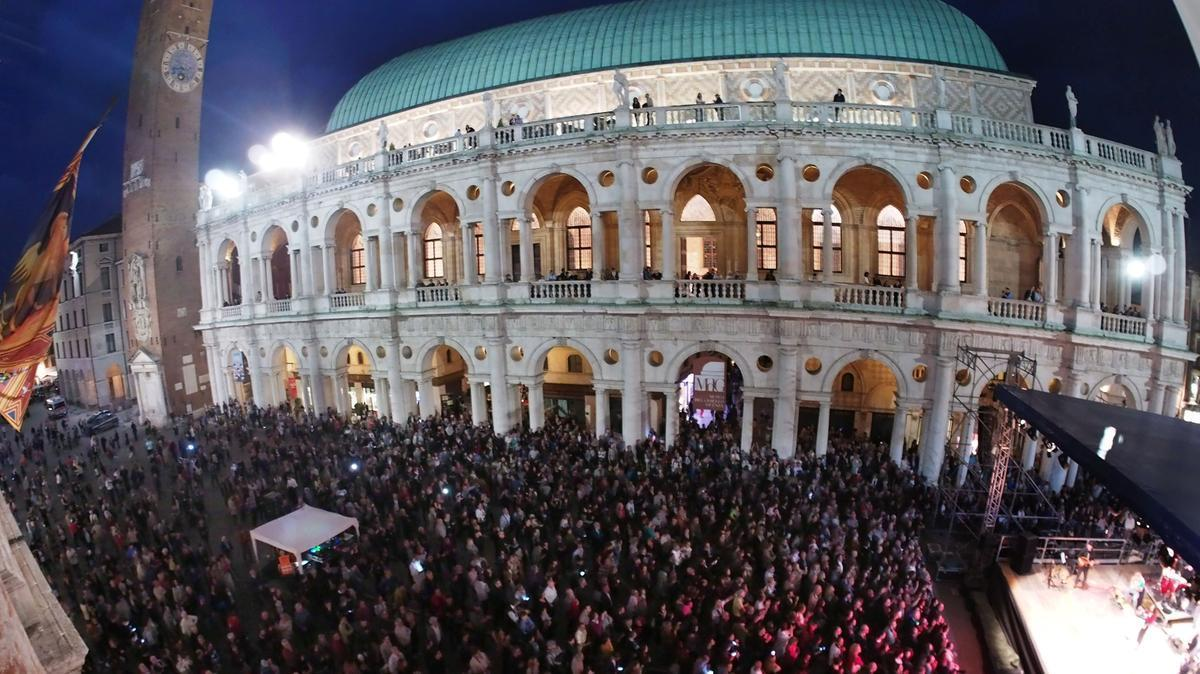
La notte bianca di Vicenza

Dall'autunno del 2004 si svolge nella città palladiana la notte bianca di Vicenza, conosciuta anche come "Vicenza By Night", in concomitanza con la manifestazione "CioccolandoVI", un weekend dedicato al cioccolato con bancarelle dislocate in tutto il centro della città. Sono tre giorni di festa con musica, spettacoli, shopping e intrattenimento per tutte le età, che animano il centro storico della città d'arte palladiana. L'evento si snoda tra Piazza Matteotti, il Castello, Piazza dei Signori, San Lorenzo e i Corsi, rendendo il cuore della città un grande palcoscenico a cielo aperto.

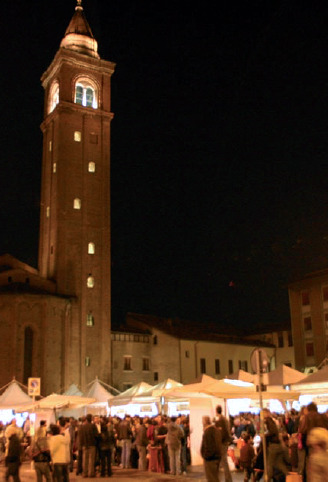
La "notte bianca" a Cesena.

Iniziative simili si sono tenute in altre città italiane, tra cui la notte bianca di Napoli, svoltasi per la prima volta la notte tra il 29 e il 30 ottobre 2005, con numerosi concerti (tra cui quelli di Claudio Baglioni, Pino Daniele, 99 Posse, Almamegretta e Stadio), eventi teatrali e culturali che attirarono circa due milioni di persone (il doppio dei residenti della città). Anche la notte bianca di Reggio Calabria, svoltasi per la prima volta la notte tra il 10 e l'11 settembre 2005, presentò numerosi concerti (tra cui quelli della cantautrice Irene Grandi e del disc jockey Claudio Coccoluto), festival medievali e altri eventi teatrali e culturali. La città di Sanremo visse la sua prima notte bianca il 17 settembre 2005, con molti spettacoli musicali e teatrali e negozi aperti.
Nell'inverno del 2006 a Torino si sono tenute tre notti bianche: due in occasione dei XX Giochi olimpici invernali e un'altra in occasione dei IX Giochi paralimpici Invernali.
Il 15 settembre 2007 si è tenuta per la prima volta la notte bianca a Genova; l'esibizione di maggior spicco della serata è stata il concerto del cantautore Tiziano Ferro.
Tra le altre città dove si svolge la notte bianca c'è Terni, famosa per l'evento di TerniOn, un'iniziativa che coinvolge ogni anno migliaia di persone dell'intera provincia. L'evento dura circa 3-4 giorni nel mese di settembre.
Dal 2010 si tiene a Patti, in Sicilia, la "Notte per la Cultura", che sin dalla sua prima edizione si è caratterizzata per alcuni aspetti sicuramente innovativi. È probabilmente la prima manifestazione in Sicilia a utilizzare elementi digitali per migliorare l’esperienza del visitatore; sin dal 2010 è stato impiegato un QR-Code per visualizzare sugli smartphone dei visitatori una mappa digitale interattiva, consentendo loro di seguire la manifestazione e accedere a informazioni supplementari costituite da immagini con didascalie, video e, successivamente, dal 2014, con la possibilità di geolocalizzarsi tra i luoghi visitati.
Dal giugno 2011 anche la città di Venezia ha una notte bianca dedicata alla cultura e alla valorizzazione del suo patrimonio storico-artistico: "Art Night Venezia - L'arte libera la notte". L'evento, promosso e sostenuto dall'Università Ca' Foscari Venezia in stretta collaborazione con il Comune di Venezia, è riuscito a coinvolgere musei pubblici e privati, fondazioni, gallerie private e librerie che ogni anno stilano un fitto programma di eventi.
Dal giugno 2011 la città di Venezia ha una notte bianca interamente dedicata alla cultura e alla valorizzazione del suo ampio patrimonio storico-artistico: "Art Night Venezia - L'arte libera la notte". L'evento, promosso e sostenuto dall'Università Ca' Foscari di Venezia, in stretta collaborazione con il Comune di Venezia, coinvolge musei pubblici e privati, fondazioni, gallerie e librerie che ogni anno stilano un fitto programma di eventi: offrirà, infatti, per tutta la notte e le prime ore del giorno seguente, 254 eventi in 139 diverse sedi con visite, spettacoli, concerti, mostre e laboratori pensati anche per i bambini.  
Dal 12 agosto 2011 anche la Città di Fondi ha puntato sull'evento ricollegandosi a un evento storico del 1500. La manifestazione è unica nel suo genere poiché aperta con una rievocazione storico-teatrale che include un assalto e incendio al Castello di Fondi, registrando un grande numero di turisti provenienti da tutta la Regione Lazio.
Nel 2016 si è svolta la prima edizione della Lunga notte delle Chiese, un'iniziativa ecumenica patrocinata dal Pontificio consiglio della cultura, alla quale partecipano alcune centinaia di luoghi sacri in tutta Italia con attività profane, quali concerti rock, spettacoli teatrali e improvvisazioni live, degustazioni tipiche di ricette di santi mistici, sfilate di moda, benedizioni moderniste (biciclette e tricicli), cacce al tesoro, mostre e visite guidate. In alcuni rari casi, momenti di preghiera corale e riflessione si alternano alla liturgia dell'adorazione eucaristica.

## Nuovi sviluppi
Dal 2006 alcune capitali europee (Bruxelles, Madrid, Parigi, Riga e Roma) si sono associate in una rete di progetti chiamata Notti bianche d'Europa, redigendo una carta d'intenti e pianificando insieme alcuni progetti d'interesse comune.